# جيمس جاكسون (طبيب)
جيمس جاكسون (بالإنجليزية: James Jackson)‏ هو طبيب ومدرس أمريكي، ولد في 3 أكتوبر 1777 في نيوبوريبورت في الولايات المتحدة، وتوفي في 27 أغسطس 1867 في بوسطن في الولايات المتحدة.